# تاماش گابور
تاماش گابور (انگلیسی: Tamás Gábor; ۲۴ آوریل ۱۹۳۲ – ۶ مهٔ ۲۰۰۷) شمشیرباز اهل مجارستان بود.
وی در مسابقات کشوری و بین‌المللی در مجموع برندهٔ ۱ مدال طلا شده‌است.